# 牛驼站
牛驼站位于河北省廊坊市固安县牛驼镇，是京九铁路的一座火车站，等级为四等站，距北京西站76公里，距常平站2239公里，本站及相邻上下行区间均为电气化区段。车站建于1996年，不办理客、货运营业。